# Danh sách nguyên thủ quốc gia và chính phủ đương nhiệm
Đây là danh sách nguyên thủ quốc gia và người đứng đầu chính phủ đương nhiệm. Trong một số trường hợp, chủ yếu trong hệ thống tổng thống, chỉ có một nhà lãnh đạo vừa là nguyên thủ quốc gia vừa là người đứng đầu chính phủ. Trong trường hợp khác, chủ yếu trong hệ thống bán tổng thống và nghị viện, nguyên thủ quốc gia và người đứng đầu chính phủ là những người khác nhau. Trong hệ thống bán tổng thống và nghị viện, vai trò người đứng đầu chính phủ (tức nhánh hành pháp) được thực hiện bởi cả người đứng đầu chính phủ và nguyên thủ quốc gia được liệt kê.
Trong hệ thống độc đảng, lãnh đạo của đảng cầm quyền (tức là Tổng Bí thư) là lãnh đạo cao nhất trên thực tế của nhà nước, và đôi khi lãnh đạo này cũng giữ chức chủ tịch nước hoặc thủ tướng tại quốc gia đó. Ở một số quốc gia, một chức sắc tôn giáo đóng vai trò là nguyên thủ quốc gia: Giám mục Urgell (đồng thời là Đồng Thân vương) tại Andorra, Lãnh tụ Tối cao tại Iran và Giáo hoàng tại Thành Vatican (Tòa Thánh). 
Danh sách bao gồm tên của nguyên thủ quốc gia và chính phủ được bầu hoặc bổ nhiệm gần đây, những người sẽ nhậm chức vào một ngày được bổ nhiệm, với tư cách là tổng thống đắc cử và thủ tướng chỉ định, và những người lãnh đạo chính phủ lưu vong nếu được quốc tế công nhận.

## Quốc gia thành viên và quan sát viên Liên Hợp Quốc
- A
- Ă
- Â
- B
- C
- D
- Đ
- E
- F
- G
- H
- I
- J
- K
- L
- M
- N
- O
- P
- Q
- R
- S
- T
- U
- Ư
- V
- Y
- Z

| Màu nền                                                                                   |
| ----------------------------------------------------------------------------------------- |
| Nền xanh lục biểu thị lãnh đạo đứng đầu nhánh hành pháp của nhà nước/chính phủ tương ứng. |
| Nền xanh lam biểu thị lãnh đạo nhánh hành pháp trên thực tế dù không được luật định       |

Ghi chú: Các tên có phông chữ nhỏ thường biểu thị các nhà lãnh đạo hành động, chuyển tiếp, tạm thời hoặc đại diện. Các ghi chú và ngoại lệ khác được cung cấp tại § Ghi chú.
| Quốc gia                             | Nguyên thủ quốc gia | Người đứng đầu chính phủ                                             |                             |
| ------------------------------------ | --- | -------------------------------------------------------------------- | --------------------------- |
| Afghanistan                          | Lãnh tụ – Hibatullah Akhundzada | Quyền Thủ tướng – Hasan Akhund                                       |                             |
| Ai Cập                               | Tổng thống – Abdel Fattah el-Sisi | Thủ tướng – Mostafa Madbouly                                         |                             |
| Albania                              | Tổng thống – Bajram Begaj | Thủ tướng – Edi Rama                                                 |                             |
| Algérie                              | Tổng thống – Abdelmadjid Tebboune | Thủ tướng – Nadir Larbaoui                                           |                             |
| Andorra                              | Đồng Thân vương – Joan Enric Vives i Sicília Đại diện của Đồng Thân vương – Eduard Ibáñez Đồng Thân vương – Emmanuel Macron Đại diện của Đồng Thân vương – Patrick Strzoda | Thủ tướng – Xavier Espot                                             |                             |
| Angola                               | Tổng thống – João Lourenço | Tổng thống – João Lourenço                                           |                             |
| Anh Quốc                             | Quốc vương – Charles III | Thủ tướng – Keir Starmer                                             |                             |
| Antigua và Barbuda                   | Quốc vương – Charles III Toàn quyền – Sir Rodney Williams | Thủ tướng – Gaston Browne                                            |                             |
| Argentina                            | Tổng thống – Javier Milei | Tổng thống – Javier Milei                                            |                             |
| Armenia                              | Tổng thống – Vahagn Khachaturyan | Thủ tướng – Nikol Pashinyan                                          |                             |
| Azerbaijan                           | Tổng thống – Ilham Aliyev | Thủ tướng – Ali Asadov                                               |                             |
| Áo                                   | Tổng thống – Alexander Van der Bellen | Thủ tướng – Christian Stocker                                        |                             |
| Ả Rập Xê Út                          | Vua – Salman | Thủ tướng Ả Rập Xê Út – Mohammed bin Salman                          |                             |
| Ấn Độ                                | Tổng thống – Droupadi Murmu | Thủ tướng – Narendra Modi                                            |                             |
| Bahamas                              | Quốc vương – Charles III Toàn quyền – Cynthia A. Pratt | Thủ tướng – Philip Davis                                             |                             |
| Bahrain                              | Vua – Sheikh Hamad bin Isa Al Khalifa | Thủ tướng – Hoàng tử Salman bin Hamad Al Khalifa                     |                             |
| Ba Lan                               | Tổng thống – Andrzej Duda Tổng thống đắc cử – Karol Nawrocki | Thủ tướng – Donald Tusk                                              |                             |
| Bangladesh                           | Tổng thống – Mohammed Shahabuddin | Cố vấn – Muhammad Yunus                                              |                             |
| Barbados                             | Tổng thống – Dame Sandra Mason | Thủ tướng – Mia Mottley                                              |                             |
| Bắc Macedonia                        | Tổng thống – Gordana Siljanovska-Davkova | Thủ tướng – Hristijan Mickoski                                       |                             |
| Belarus                              | Chủ tịch Đại hội đồng Nhân dân toàn Belarus – Alexander Lukashenko | Chủ tịch Đại hội đồng Nhân dân toàn Belarus – Alexander Lukashenko   |                             |
| Belarus                              | Tổng thống – Alexander Lukashenko | Thủ tướng – Roman Golovchenko                                        |                             |
| Belize                               | Quốc vương – Charles III Toàn quyền – Dame Froyla Tzalam | Thủ tướng – John Briceño                                             |                             |
| Bénin                                | Tổng thống – Patrice Talon | Tổng thống – Patrice Talon                                           |                             |
| Bhutan                               | Vua – Jigme Khesar Namgyel Wangchuck | Thủ tướng – Tshering Tobgay                                          |                             |
| Bỉ                                   | Vua – Philippe | Thủ tướng – Bart De Wever                                            |                             |
| Bồ Đào Nha                           | Tổng thống – Marcelo Rebelo de Sousa | Thủ tướng – Luís Montenegro                                          |                             |
| Bolivia                              | Tổng thống – Luis Arce | Tổng thống – Luis Arce                                               |                             |
| Bosna và Hercegovina                 | Cao uỷ – Christian Schmidt | Cao uỷ – Christian Schmidt                                           |                             |
| Bosna và Hercegovina                 | Ban Tổng thống | Thủ tướng – Borjana Krišto                                           |                             |
| Bosna và Hercegovina                 | Thành viên: Željka Cvijanović (Chủ tịch)·Denis Bećirović·Željko Komšić | Thủ tướng – Borjana Krišto                                           |                             |
| Botswana                             | Tổng thống – Duma Boko | Tổng thống – Duma Boko                                               |                             |
| Bờ Biển Ngà                          | Tổng thống – Alassane Ouattara | Thủ tướng – Robert Beugré Mambé                                      |                             |
| Brasil                               | Tổng thống – Luiz Inácio Lula da Silva | Tổng thống – Luiz Inácio Lula da Silva                               |                             |
| Brunei                               | Sultan và Thủ tướng – Hassanal Bolkiah | Sultan và Thủ tướng – Hassanal Bolkiah                               |                             |
| Bulgaria                             | Tổng thống – Rumen Radev | Thủ tướng – Rosen Zhelyazkov                                         |                             |
| Burkina Faso                         | Chủ tịch Phong trào Yêu nước để Bảo vệ và Khôi phục – Ibrahim Traoré | Chủ tịch Phong trào Yêu nước để Bảo vệ và Khôi phục – Ibrahim Traoré |                             |
| Burkina Faso                         | Tổng thống lâm thời – Ibrahim Traoré | Thủ tướng lâm thời – Jean Emmanuel Ouédraogo                         |                             |
| Burundi                              | Tổng thống – Évariste Ndayishimiye | Thủ tướng – Gervais Ndirakobuca                                      |                             |
| Cabo Verde                           | Tổng thống – José Maria Neves | Thủ tướng – Ulisses Correia e Silva                                  |                             |
| Campuchia                            | Chủ tịch Đảng Nhân dân Campuchia – Hun Sen | Chủ tịch Đảng Nhân dân Campuchia – Hun Sen                           |                             |
| Campuchia                            | Vua – Norodom Sihamoni | Thủ tướng – Hun Manet                                                |                             |
| Cameroon                             | Tổng thống – Paul Biya | Thủ tướng – Joseph Ngute                                             |                             |
| Canada                               | Quốc vương – Charles III Toàn quyền – Mary Simon | Thủ tướng – Mark Carney                                              |                             |
| Các Tiểu vương quốc Ả Rập Thống nhất | Tổng thống – Sheikh Mohamed bin Zayed Al Nahyan | Thủ tướng – Sheikh Mohammed bin Rashid Al Maktoum                    |                             |
| Chile                                | Tổng thống – Gabriel Boric | Tổng thống – Gabriel Boric                                           |                             |
| Colombia                             | Tổng thống – Gustavo Petro | Tổng thống – Gustavo Petro                                           |                             |
| Comoros                              | Tổng thống – Azali Assoumani | Tổng thống – Azali Assoumani                                         |                             |
| Cộng hòa Congo                       | Tổng thống – Denis Sassou Nguesso | Thủ tướng – Anatole Collinet Makosso                                 |                             |
| Cộng hòa Dân chủ Congo               | Tổng thống – Félix Tshisekedi | Thủ tướng – Judith Suminwa                                           |                             |
| Cộng hòa Dominica                    | Tổng thống – Luis Abinader | Tổng thống – Luis Abinader                                           |                             |
| Cộng hòa Séc                         | Tổng thống – Petr Pavel | Thủ tướng – Petr Fiala                                               |                             |
| Cộng hòa Trung Phi                   | Tổng thống – Faustin-Archange Touadéra | Thủ tướng – Félix Moloua                                             |                             |
| Costa Rica                           | Tổng thống – Rodrigo Chaves Robles | Tổng thống – Rodrigo Chaves Robles                                   |                             |
| Croatia                              | Tổng thống – Zoran Milanović | Thủ tướng – Andrej Plenković                                         |                             |
| Cuba                                 | Bí thư thứ nhất Đảng Cộng sản – Miguel Díaz-Canel | Bí thư thứ nhất Đảng Cộng sản – Miguel Díaz-Canel                    |                             |
| Cuba                                 | Chủ tịch – Miguel Díaz-Canel | Thủ tướng – Manuel Marrero Cruz                                      |                             |
| Djibouti                             | Tổng thống – Ismaïl Omar Guelleh | Thủ tướng – Abdoulkader Kamil Mohamed                                |                             |
| Dominica                             | Tổng thống – Sylvanie Burton | Thủ tướng – Roosevelt Skerrit                                        |                             |
| Đan Mạch                             | Quốc vương – Frederik X | Thủ tướng – Mette Frederiksen                                        |                             |
| Đông Timor                           | Tổng thống – José Ramos-Horta | Thủ tướng – Xanana Gusmão                                            |                             |
| Đức                                  | Tổng thống – Frank-Walter Steinmeier | Thủ tướng – Friedrich Merz                                           |                             |
| Ecuador                              | Tổng thống – Daniel Noboa | Tổng thống – Daniel Noboa                                            |                             |
| El Salvador                          | Tổng thống – Nayib Bukele | Tổng thống – Nayib Bukele                                            |                             |
| Eritrea                              | Tổng thống – Isaias Afwerki | Tổng thống – Isaias Afwerki                                          |                             |
| Estonia                              | Tổng thống – Alar Karis | Thủ tướng – Kristen Michal                                           |                             |
| Eswatini                             | Ngwenyama – Mswati III | Thủ tướng – Cleopas Dlamini                                          |                             |
| Eswatini                             | Ndlovukati – Ntfombi | Thủ tướng – Cleopas Dlamini                                          |                             |
| Ethiopia                             | Tổng thống – Taye Atske Selassie | Thủ tướng – Abiy Ahmed                                               |                             |
| Fiji                                 | Tổng thống – Ratu Naiqama Lalabalavu | Thủ tướng – Sitiveni Rabuka                                          |                             |
| Gabon                                | Tổng thống – Brice Oligui Nguema | Tổng thống – Brice Oligui Nguema                                     |                             |
| Gambia                               | Tổng thống – Adama Barrow | Tổng thống – Adama Barrow                                            |                             |
| Gruzia                               | Chủ tịch danh dự Đảng Giấc mơ Gruzia – Bidzina Ivanishvili | Chủ tịch danh dự Đảng Giấc mơ Gruzia – Bidzina Ivanishvili           |                             |
| Gruzia                               | Tổng thống – Mikheil Kavelashvili | Thủ tướng – Irakli Kobakhidze                                        |                             |
| Ghana                                | Tổng thống – John Mahama | Tổng thống – John Mahama                                             |                             |
| Grenada                              | Quốc vương – Charles III Toàn quyền – Dame Cécile La Grenade | Thủ tướng – Dickon Mitchell                                          |                             |
| Guatemala                            | Tổng thống – Bernardo Arévalo | Tổng thống – Bernardo Arévalo                                        |                             |
| Guinée                               | Chủ tịch Ủy ban Hòa giải và Phát triển Quốc gia – Mamady Doumbouya | Chủ tịch Ủy ban Hòa giải và Phát triển Quốc gia – Mamady Doumbouya   |                             |
| Guinée                               | Tổng thống lâm thời – Mamady Doumbouya | Thủ tướng – Bah Oury                                                 |                             |
| Guiné-Bissau                         | Tổng thống – Umaro Sissoco Embaló | Thủ tướng – Rui Duarte de Barros                                     |                             |
| Guinea Xích Đạo                      | Tổng thống – Teodoro Obiang Nguema Mbasogo | Thủ tướng – Manuel Osa Nsue Nsua                                     |                             |
| Guyana                               | Tổng thống – Irfaan Ali | Thủ tướng – Mark Phillips                                            |                             |
| Haiti                                | Tổng thống – Hội đồng Tổng thống chuyển tiếp | Quyền Thủ tướng – Garry Conille                                      |                             |
| Haiti                                | Fritz Jean (Tổng thống) | Quyền Thủ tướng – Garry Conille                                      |                             |
| Haiti                                | Các thành viên khác: | Quyền Thủ tướng – Garry Conille                                      |                             |
| Hà Lan                               | Vua – Willem-Alexander | Thủ tướng – Dick Schoof                                              |                             |
| Hàn Quốc                             | Tổng thống – Lee Jae-myung | Tổng thống – Lee Jae-myung                                           |                             |
| Hoa Kỳ                               | Tổng thống – Donald Trump | Tổng thống – Donald Trump                                            |                             |
| Honduras                             | Tổng thống – Xiomara Castro | Tổng thống – Xiomara Castro                                          |                             |
| Hungary                              | Tổng thống – Tamás Sulyok | Thủ tướng – Viktor Orbán                                             |                             |
| Hy Lạp                               | Tổng thống – Konstantinos Tasoulas | Thủ tướng – Kyriakos Mitsotakis                                      |                             |
| Iceland                              | Tổng thống – Halla Tómasdóttir | Thủ tướng – Kristrún Frostadóttir                                    |                             |
| Indonesia                            | Tổng thống – Prabowo Subianto | Tổng thống – Prabowo Subianto                                        |                             |
| Iran                                 | Lãnh tụ Tối cao – Ali Khamenei | Tổng thống – Masoud Pezeshkian                                       |                             |
| Iraq                                 | Tổng thống – Abdul Latif Rashid | Thủ tướng – Mohammed Shia' Al Sudani                                 |                             |
| Ireland                              | Tổng thống – Michael D. Higgins | Taoiseach – Micheál Martin                                           |                             |
| Israel                               | Tổng thống – Isaac Herzog | Thủ tướng – Benjamin Netanyahu                                       |                             |
| Jamaica                              | Quốc vương – Charles III Toàn quyền – Sir Patrick Allen | Thủ tướng – Andrew Holness                                           |                             |
| Jordan                               | Vua – Abdullah II | Thủ tướng – Jafar Hassan                                             |                             |
| Kazakhstan                           | Tổng thống – Kassym-Jomart Tokayev | Thủ tướng – Oljas Bektenov                                           |                             |
| Kenya                                | Tổng thống – William Ruto | Tổng thống – William Ruto                                            |                             |
| Kiribati                             | Tổng thống – Taneti Maamau | Tổng thống – Taneti Maamau                                           |                             |
| Kuwait                               | Emir – Sheikh Mishal Al-Ahmad Al-Jaber Al-Sabah | Thủ tướng – Ahmad Al-Abdullah Al-Sabah                               |                             |
| Kyrgyzstan                           | Tổng thống – Sadyr Dzaparov | Chủ tịch Nội các Bộ trưởng – Adylbek Kasymaliev                      |                             |
| Lào                                  | Tổng Bí thư Đảng Nhân dân Cách mạng – Thongloun Sisoulith | Tổng Bí thư Đảng Nhân dân Cách mạng – Thongloun Sisoulith            |                             |
| Lào                                  | Chủ tịch – Thongloun Sisoulith | Thủ tướng – Sonexay Siphandone                                       |                             |
| Latvia                               | Tổng thống – Edgars Rinkēvičs | Thủ tướng – Evika Siliņa                                             |                             |
| Lesotho                              | Vua – Letsie III | Thủ tướng – Sam Matekane                                             |                             |
| Liban                                | Tổng thống – Joseph Aoun | Thủ tướng – Nawaf Salam                                              |                             |
| Liberia                              | Tổng thống – Joseph Boakai | Tổng thống – Joseph Boakai                                           |                             |
| Libya                                | Chủ tịch Hội đồng Tổng thống – Mohamed al-Menfi | Thủ tướng – Abdul Hamid Dbeibeh                                      |                             |
| Liechtenstein                        | Thân vương – Hans-Adam II | Thủ tướng – Brigitte Haas                                            |                             |
| Liechtenstein                        | Nhiếp chính – Thái tử Alois | Thủ tướng – Brigitte Haas                                            |                             |
| Litva                                | Tổng thống – Gitanas Nausėda | Thủ tướng – Gintautas Paluckas                                       |                             |
| Luxembourg                           | Đại công tước – Henri Đại diện – Guillaume | Thủ tướng – Luc Frieden                                              |                             |
| Madagascar                           | Tổng thống – Andry Rajoelina | Thủ tướng – Christian Ntsay                                          |                             |
| Malawi                               | Tổng thống – Lazarus Chakwera | Tổng thống – Lazarus Chakwera                                        |                             |
| Malaysia                             | Yang di-Pertuan Agong – Ibrahim Iskandar | Thủ tướng – Anwar Ibrahim                                            |                             |
| Maldives                             | Tổng thống – Mohamed Muizzu | Tổng thống – Mohamed Muizzu                                          |                             |
| Mali                                 | Tổng thống lâm thời – Assimi Goïta | Thủ tướng lâm thời – Abdoulaye Maïga                                 |                             |
| Malta                                | Tổng thống – Myriam Spiteri Debono | Thủ tướng – Robert Abela                                             |                             |
| Maroc                                | Vua – Mohammed VI | Thủ tướng – Aziz Akhannouch                                          |                             |
| Quần đảo Marshall                    | Tổng thống – Hilda Heine | Tổng thống – Hilda Heine                                             |                             |
| Mauritanie                           | Tổng thống – Mohamed Ould Ghazouani | Thủ tướng – Mokhtar Ould Djay                                        |                             |
| Mauritius                            | Tổng thống – Dharam Gokhool | Thủ tướng – Navin Ramgoolam                                          |                             |
| México                               | Tổng thống – Claudia Sheinbaum | Tổng thống – Claudia Sheinbaum                                       |                             |
| Liên bang Micronesia                 | Tổng thống – Wesley Simina | Tổng thống – Wesley Simina                                           |                             |
| Moldova                              | Tổng thống – Maia Sandu | Thủ tướng – Dorin Recean                                             |                             |
| Monaco                               | Thân vương – Albert II | Quyền Quốc vụ khanh – Isabelle Berro-Amadeï                          |                             |
| Mông Cổ                              | Tổng thống – Ukhnaagiin Khürelsükh | Thủ tướng – Luvsannamsrain Oyun-Erdene                               |                             |
| Montenegro                           | Tổng thống – Jakov Milatović | Thủ tướng – Milojko Spajić                                           |                             |
| Mozambique                           | Tổng thống – Daniel Chapo | Thủ tướng – Maria Benvinda Levy                                      |                             |
| Myanmar                              | Chủ tịch Hội đồng Quản lý Nhà nước – Min Aung Hlaing | Chủ tịch Hội đồng Quản lý Nhà nước – Min Aung Hlaing                 |                             |
| Myanmar                              | Quyền Tổng thống – Min Aung Hlaing | Thủ tướng – Min Aung Hlaing                                          |                             |
| Namibia                              | Tổng thống – Netumbo Nandi-Ndaitwah | Thủ tướng – Elijah Ngurare                                           |                             |
| Nam Sudan                            | Tổng thống – Salva Kiir Mayardit | Tổng thống – Salva Kiir Mayardit                                     |                             |
| Nam Phi                              | Tổng thống – Cyril Ramaphosa | Tổng thống – Cyril Ramaphosa                                         |                             |
| Nauru                                | Tổng thống – David Adeang | Tổng thống – David Adeang                                            |                             |
| Na Uy                                | Vua – Harald V | Thủ tướng – Jonas Gahr Støre                                         |                             |
| Nepal                                | Tổng thống – Ram Chandra Poudel | Thủ tướng – K.P. Sharma Oli                                          |                             |
| New Zealand                          | Quốc vương – Charles III Toàn quyền – Dame Cindy Kiro | Thủ tướng – Christopher Luxon                                        |                             |
| Nga                                  | Tổng thống – Vladimir Putin | Thủ tướng – Mikhail Mishustin                                        |                             |
| Nhật Bản                             | Thiên hoàng – Naruhito | Thủ tướng – Ishiba Shigeru                                           |                             |
| Nicaragua                            | Đồng Tổng thống – Daniel Ortega | Đồng Tổng thống – Daniel Ortega                                      |                             |
| Nicaragua                            | Đồng Tổng thống – Rosario Murillo |                                                                      |                             |
| Niger                                | Chủ tịch Hội đồng Quốc gia Bảo vệ Tổ quốc – Abdourahamane Tchiani | Chủ tịch Hội đồng Quốc gia Bảo vệ Tổ quốc – Abdourahamane Tchiani    |                             |
| Niger                                | Tổng thống – Abdourahamane Tchiani | Thủ tướng – Ali Lamine Zeine                                         |                             |
| Nigeria                              | Tổng thống – Bola Tinubu | Tổng thống – Bola Tinubu                                             |                             |
| Oman                                 | Sultan và Thủ tướng – Haitham bin Tariq | Sultan và Thủ tướng – Haitham bin Tariq                              |                             |
| Pakistan                             | Tổng thống – Asif Ali Zardari | Thủ tướng – Shehbaz Sharif                                           |                             |
| Palau                                | Tổng thống – Surangel Whipps Jr. | Tổng thống – Surangel Whipps Jr.                                     |                             |
| Palestine                            | Tổng thống – Mahmoud Abbas | Thủ tướng – Mohammad Mustafa                                         |                             |
| Panama                               | Tổng thống – José Raúl Mulino | Tổng thống – José Raúl Mulino                                        |                             |
| Papua New Guinea                     | Quốc vương – Charles III Toàn quyền – Sir Bob Dadae | Thủ tướng – James Marape                                             |                             |
| Paraguay                             | Tổng thống – Santiago Peña | Tổng thống – Santiago Peña                                           |                             |
| Peru                                 | Tổng thống – Dina Boluarte | Thủ tướng – Eduardo Arana Ysa                                        |                             |
| Pháp                                 | Tổng thống – Emmanuel Macron | Thủ tướng – François Bayrou                                          |                             |
| Phần Lan                             | Tổng thống – Alexander Stubb | Thủ tướng – Petteri Orpo                                             |                             |
| Philippines                          | Tổng thống – Bongbong Marcos | Tổng thống – Bongbong Marcos                                         |                             |
| Qatar                                | Emir – Sheikh Tamim bin Hamad Al Thani | Thủ tướng – Sheikh Mohammed bin Abdulrahman bin Jassim Al Thani      |                             |
| Romania                              | Tổng thống – Nicușor Dan | Quyền Thủ tướng – Cătălin Predoiu                                    |                             |
| Rwanda                               | Tổng thống – Paul Kagame | Thủ tướng – Édouard Ngirente                                         |                             |
| Saint Kitts và Nevis                 | Quốc vương – Charles III Toàn quyền – Marcella Liburd | Thủ tướng – Terrance Drew                                            |                             |
| Saint Lucia                          | Quốc vương – Charles III Quyền Toàn quyền – Errol Charles | Thủ tướng – Philip J. Pierre                                         |                             |
| Saint Vincent và Grenadines          | Quốc vương – Charles III Toàn quyền – Dame Susan Dougan | Thủ tướng – Ralph Gonsalves                                          |                             |
| Samoa                                | O le Ao o le Malo – Afioga Tuimalealiʻifano Vaʻaletoʻa Sualauvi II | Thủ tướng – Fiamē Naomi Mataʻafa                                     |                             |
| San Marino                           | Đại Chấp chính – Denise Bronzetti | Bộ trưởng Ngoại giao và Chính trị – Luca Beccari                     |                             |
| San Marino                           | Đại Chấp chính – Italo Righi | Bộ trưởng Ngoại giao và Chính trị – Luca Beccari                     |                             |
| São Tomé và Príncipe                 | Tổng thống – Carlos Vila Nova | Thủ tướng – Américo Ramos                                            |                             |
| Sénégal                              | Tổng thống – Bassirou Diomaye Faye | Thủ tướng – Ousmane Sonko                                            |                             |
| Serbia                               | Tổng thống – Aleksandar Vučić | Thủ tướng – Đuro Macut                                               |                             |
| Seychelles                           | Tổng thống – Wavel Ramkalawan | Tổng thống – Wavel Ramkalawan                                        |                             |
| Sierra Leone                         | Tổng thống – Julius Maada Bio | Thủ tướng – David Moinina Sengeh                                     |                             |
| Singapore                            | Tổng thống – Tharman Shanmugaratnam | Thủ tướng – Hoàng Tuần Tài                                           |                             |
| Síp                                  | Tổng thống – Nikos Christodoulides | Tổng thống – Nikos Christodoulides                                   |                             |
| Slovakia                             | Tổng thống – Peter Pellegrini | Thủ tướng – Robert Fico                                              |                             |
| Slovenia                             | Tổng thống – Nataša Pirc Musar | Thủ tướng – Robert Golob                                             |                             |
| Quần đảo Solomon                     | Quốc vương – Charles III Toàn quyền – Sir David Tiva Kapu | Thủ tướng – Jeremiah Manele                                          |                             |
| Somalia                              | Tổng thống – Hassan Sheikh Mohamud | Thủ tướng – Hamza Abdi Barre                                         |                             |
| Sri Lanka                            | Tổng thống – Anura Kumara Dissanayake | Thủ tướng – Harini Amarasuriya                                       |                             |
| Sudan                                | Hội đồng Chủ quyền Chuyển tiếp | Quyền Thủ tướng – Osman Hussein                                      |                             |
| Sudan                                | Abdel Fattah al-Burhan (Chủ tịch) | Quyền Thủ tướng – Osman Hussein                                      |                             |
| Sudan                                | Các thành viên khác: | Quyền Thủ tướng – Osman Hussein                                      |                             |
| Suriname                             | Tổng thống – Chan Santokhi | Tổng thống – Chan Santokhi                                           |                             |
| Syria                                | Tổng thống – Ahmed al-Sharaa | Tổng thống – Ahmed al-Sharaa                                         |                             |
| Tajikistan                           | Tổng thống – Emomali Rahmon | Thủ tướng – Kokhir Rasulzoda                                         |                             |
| Tanzania                             | Tổng thống – Samia Suluhu Hassan | Thủ tướng – Kassim Majaliwa                                          |                             |
| Tây Ban Nha                          | Vua – Felipe VI | Thủ tướng – Pedro Sánchez                                            |                             |
| Tchad                                | Tổng thống – Mahamat Déby | Thủ tướng – Allamaye Halina                                          |                             |
| Thái Lan                             | Vua – Maha Vajiralongkorn | Thủ tướng – Paetongtarn Shinawatra                                   |                             |
| Thổ Nhĩ Kỳ                           | Tổng thống – Recep Tayyip Erdoğan | Tổng thống – Recep Tayyip Erdoğan                                    |                             |
| Thụy Điển                            | Vua – Carl XVI Gustaf | Thủ tướng – Ulf Kristersson                                          |                             |
| Thụy Sĩ                              | Hội đồng Liên bang | Hội đồng Liên bang                                                   |                             |
| Thụy Sĩ                              | Thành viên: |                                                                      |                             |
| Togo                                 | Tổng thống – Jean-Lucien Savi de Tové | Thủ tướng – Faure Gnassingbé                                         |                             |
| Tonga                                | Vua – Tupou VI | Thủ tướng – ʻAisake Eke                                              |                             |
| Triều Tiên                           | Tổng Bí thư Đảng Lao động Triều Tiên – Kim Jong-un | Tổng Bí thư Đảng Lao động Triều Tiên – Kim Jong-un                   |                             |
| Triều Tiên                           | Chủ tịch Ủy ban Quốc vụ – Kim Jong-un | Thủ tướng – Pak Thae-song                                            |                             |
| Trinidad và Tobago                   | Tổng thống – Christine Kangaloo | Thủ tướng – Kamla Persad-Bissessar                                   |                             |
| Trung Quốc                           | Tổng Bí thư Đảng Cộng sản – Tập Cận Bình | Tổng Bí thư Đảng Cộng sản – Tập Cận Bình                             |                             |
| Trung Quốc                           | Chủ tịch – Tập Cận Bình | Thủ tướng – Lý Cường                                                 |                             |
| Tunisia                              | Tổng thống – Kaïs Saïed | Thủ tướng – Sara Zaafarani                                           |                             |
| Turkmenistan                         | Chủ tịch Hội đồng Nhân dân – Gurbanguly Berdimuhamedow | Chủ tịch Hội đồng Nhân dân – Gurbanguly Berdimuhamedow               |                             |
| Turkmenistan                         | Tổng thống – Serdar Berdimuhamedow |                                                                      |                             |
| Tuvalu                               | Quốc vương – Charles III Toàn quyền – Tofiga Vaevalu Falani | Thủ tướng – Feleti Teo                                               |                             |
| Uganda                               | Tổng thống – Yoweri Museveni | Thủ tướng – Robinah Nabbanja                                         |                             |
| Ukraina                              | Tổng thống – Volodymyr Zelensky | Thủ tướng – Denys Shmyhal                                            |                             |
| Uruguay                              | Tổng thống – Luis Lacalle Pou | Tổng thống – Luis Lacalle Pou                                        |                             |
| Uzbekistan                           | Tổng thống – Shavkat Mirziyoyev | Thủ tướng – Abdulla Aripov                                           |                             |
| Úc                                   | Quốc vương – Charles III Toàn quyền – Sam Mostyn | Thủ tướng – Anthony Albanese                                         |                             |
| Vanuatu                              | Tổng thống – Nikenike Vurobaravu | Thủ tướng – Jotham Napat                                             |                             |
| Thành Vatican                        | Chủ quyền – Lêô XIV | Chủ tịch Chính phủ – Sơ Raffaella Petrini                            |                             |
| Venezuela                            | Tổng thống – Nicolás Maduro | Tổng thống – Nicolás Maduro                                          |                             |
| Việt Nam                             | Tổng Bí thư Đảng Cộng sản – Tô Lâm | Tổng Bí thư Đảng Cộng sản – Tô Lâm                                   |                             |
| Việt Nam                             | Chủ tịch – Lương Cường | Thủ tướng – Phạm Minh Chính                                          | Thủ tướng – Phạm Minh Chính |
| Yemen                                | Chủ tịch Hội đồng Lãnh đạo Tổng thống – Rashad al-Alimi | Thủ tướng – Salem Saleh bin Braik                                    |                             |
| Ý                                    | Tổng thống – Sergio Mattarella | Thủ tướng – Giorgia Meloni                                           |                             |
| Zambia                               | Tổng thống – Hakainde Hichilema | Tổng thống – Hakainde Hichilema                                      |                             |
| Zimbabwe                             | Tổng thống – Emmerson Mnangagwa | Tổng thống – Emmerson Mnangagwa                                      |                             |

## Quốc gia khác
Các quốc gia sau đây liên kết tự do với một quốc gia thành viên khác của Liên Hợp Quốc.
| Quốc gia      | Liên kết với | Nguyên thủ quốc gia                                                 | Người đứng đầu chính phủ    |
| ------------- | ------------ | ------------------------------------------------------------------- | --------------------------- |
| Quần đảo Cook | New Zealand  | Quốc vương – Charles III Đại diện của Quốc vương – Sir Tom Marsters | Thủ tướng – Mark Brown      |
| Niue          | New Zealand  | Quốc vương – Charles III Đại diện của Quốc vương – Dame Cindy Kiro  | Thủ tướng – Dalton Tagelagi |

Các quốc gia sau đây có kiểm soát lãnh thổ của riêng mình và được ít nhất một thành viên Liên Hợp Quốc công nhận, nhưng không có đủ sự ủng hộ để trở thành một quốc gia.
| Quốc gia                      | Tuyên bố chủ quyền bởi      | Nguyên thủ quốc gia                           | Người đứng đầu chính phủ                      |
| ----------------------------- | --------------------------- | --------------------------------------------- | --------------------------------------------- |
| Abkhazia                      | Gruzia                      | Tổng thống – Badra Gunba                      | Thủ tướng – Vladimir Delba                    |
| Bắc Síp                       | Síp                         | Tổng thống – Ersin Tatar                      | Thủ tướng – Ünal Üstel                        |
| Cộng hòa Sahrawi              | Maroc                       | Tổng thư ký Mặt trận Polisario – Brahim Ghali | Tổng thư ký Mặt trận Polisario – Brahim Ghali |
| Cộng hòa Sahrawi              | Maroc                       | Tổng thống – Brahim Ghali                     | Thủ tướng – Bouchraya Hammoudi Bayoun         |
| Kosovo                        | Serbia                      | Tổng thống – Vjosa Osmani                     | Thủ tướng – Albin Kurti                       |
| Nam Ossetia                   | Gruzia                      | Tổng thống – Alan Gagloyev                    | Thủ tướng – Konstantin Dzhussoyev             |
| Trung Hoa Dân Quốc (Đài Loan) | Cộng hòa Nhân dân Trung Hoa | Tổng thống – Lại Thanh Đức                    | Thủ tướng – Trác Vinh Thái                    |

Các quốc gia sau đây có kiểm soát lãnh thổ của riêng mình nhưng không được bất kỳ quốc gia thành viên Liên Hợp Quốc nào công nhận.
| Quốc gia     | Tuyên bố chủ quyền bởi | Nguyên thủ quốc gia                       | Người đứng đầu chính phủ                  |
| ------------ | ---------------------- | ----------------------------------------- | ----------------------------------------- |
| Somaliland   | Somalia                | Tổng thống – Abdirahman Mohamed Abdullahi | Tổng thống – Abdirahman Mohamed Abdullahi |
| Transnistria | Moldova                | Tổng thống – Vadim Krasnoselsky           | Thủ tướng – Aleksandr Rozenberg           |

## Chính quyền khác
Các chính quyền thay thế này kiểm soát một phần lãnh thổ và được ít nhất một quốc gia thành viên Liên Hợp Quốc công nhận là hợp pháp.
| Chính quyền                | Quốc gia | Nguyên thủ quốc gia                          | Người đứng đầu chính phủ                     |
| -------------------------- | -------- | -------------------------------------------- | -------------------------------------------- |
| Hội đồng Chính trị Tối cao | Yemen    | Lãnh đạo Ansar Allah – Abdul-Malik al-Houthi | Lãnh đạo Ansar Allah – Abdul-Malik al-Houthi |
| Hội đồng Chính trị Tối cao | Yemen    | Chủ tịch – Mahdi al-Mashat                   | Thủ tướng – Abdel-Aziz bin Habtour           |

Các chính quyền thay thế này kiểm soát một phần lãnh thổ nhưng không được bất kỳ quốc gia thành viên Liên Hợp Quốc nào công nhận là hợp pháp.
| Chính quyền                      | Quốc gia  | Nguyên thủ quốc gia                                  | Người đứng đầu chính phủ                             |
| -------------------------------- | --------- | ---------------------------------------------------- | ---------------------------------------------------- |
| Chính quyền Ổn định Quốc gia     | Libya     | Tổng tư lệnh Quân đội Quốc gia Libya Khalifa Haftar  | Tổng tư lệnh Quân đội Quốc gia Libya Khalifa Haftar  |
| Chính quyền Ổn định Quốc gia     | Libya     | Chủ tịch Hội đồng Tổng thống – Mohamed al-Menfi      | Quyền Thủ tướng Libya – Osama Hamada                 |
| Chính phủ Hamas ở Gaza           | Palestine | Lãnh đạo Hamas tại Dải Gaza – Trống                  | Lãnh đạo Hamas tại Dải Gaza – Trống                  |
| Chính phủ Hamas ở Gaza           | Palestine | Tổng thống – Mahmoud Abbas                           | Trưởng ban Quản lý Chính phủ – Trống                 |
| Chính quyền Đoàn kết Dân tộc     | Myanmar   | Quyền Tổng thống – Duwa Lashi La                     | Thủ tướng – Mahn Win Khaing Thann                    |
| Chính phủ Hòa bình và Thống nhất | Sudan     | Chủ tịch Hội đồng Tổng thống – Mohamed Hamdan Dagalo | Chủ tịch Hội đồng Tổng thống – Mohamed Hamdan Dagalo |

Các chính quyền thay thế này không kiểm soát lãnh thổ nhưng được ít nhất một quốc gia thành viên Liên Hợp Quốc công nhận là hợp pháp.
| Chính phủ            | Quốc gia | Nguyên thủ quốc gia                                     | Người đứng đầu chính phủ                                |
| -------------------- | -------- | ------------------------------------------------------- | ------------------------------------------------------- |
| Hội đồng Điều phối   | Belarus  | Tổng thống và Trưởng Nội các – Sviatlana Tsikhanouskaya | Tổng thống và Trưởng Nội các – Sviatlana Tsikhanouskaya |
| Gruzia (phe đối lập) | Georgia  | Tổng thống – Salome Zourabichvili                       | Tổng thống – Salome Zourabichvili                       |

## Tổ chức liên chính phủ
| Tổ chức                        | Người đứng đầu tổ chức                    | Người đứng đầu chính phủ                       |
| ------------------------------ | ----------------------------------------- | ---------------------------------------------- |
| Liên minh châu Âu              | Chủ tịch Hội đồng châu Âu – António Costa | Chủ tịch Ủy ban châu Âu – Ursula von der Leyen |
| Dòng Chiến sĩ Toàn quyền Malta | Đại Thống lĩnh – John T. Dunlap           | Đại Chưởng ấn – Riccardo Paternò di Montecupo  |